# Nieuwerkerk (sopka)
Nieuwerkerk je v současné době nečinná podmořská sopka, nacházející se v západní části Bandského moře v hloubce asi 2 285 m. Má dvě vulkanická centra, vzdálené od sebe zhruba 7 km a je součástí podmořského sopečného řetězce, v němž leží taktéž východněji umístěný podmořský vulkán Emperor of China.